# Weiss-Rot Geschoss
Weiss-Rot Geschoss – niemieckie pociski agitacyjne z okresu II wojny światowej przystosowane do przenoszenia ok. stu ulotek propagandowych, które w momencie uderzenia pocisku w cel rozsypywały się. Nazwa pocisków pochodzi od ich biało-czerwonego malowania. Pociski tego typu były wystrzeliwane z haubic 105 mm.